# Muzeray
Muzeray est une commune du département de la Meuse, dans la région Grand Est, en France, connue pour son musée de la crèche et le Festival des crèches organisé tous les deux ans,.

## Géographie
Commune située dans le nord-est de la Meuse, dans la plaine de la Woëvre.
| Pillon | Duzey       | Duzey       |
| Loison | Muzeray     | Duzey       |
| Loison | Vaudoncourt | Vaudoncourt |

### Hydrographie

#### Réseau hydrographique
La commune est dans le bassin versant de la Meuse au sein du bassin Rhin-Meuse. Elle est drainée par l'Othain,.
L'Othain, d'une longueur de 67 km, prend sa source dans la commune de Gondrecourt-Aix et se jette  dans la Chiers à Montmédy, après avoir traversé 25 communes. Les caractéristiques hydrologiques de l'Othain sont données par la station hydrologique située sur la commune de Spincourt. Le débit moyen mensuel est de 0,59 m3/s. Le débit moyen journalier maximum est de 10,6 m3/s, atteint lors de la crue du 14 janvier 2004. Le débit instantané maximal est quant à lui de 11,1 m3/s, atteint le 13 janvier 2004.

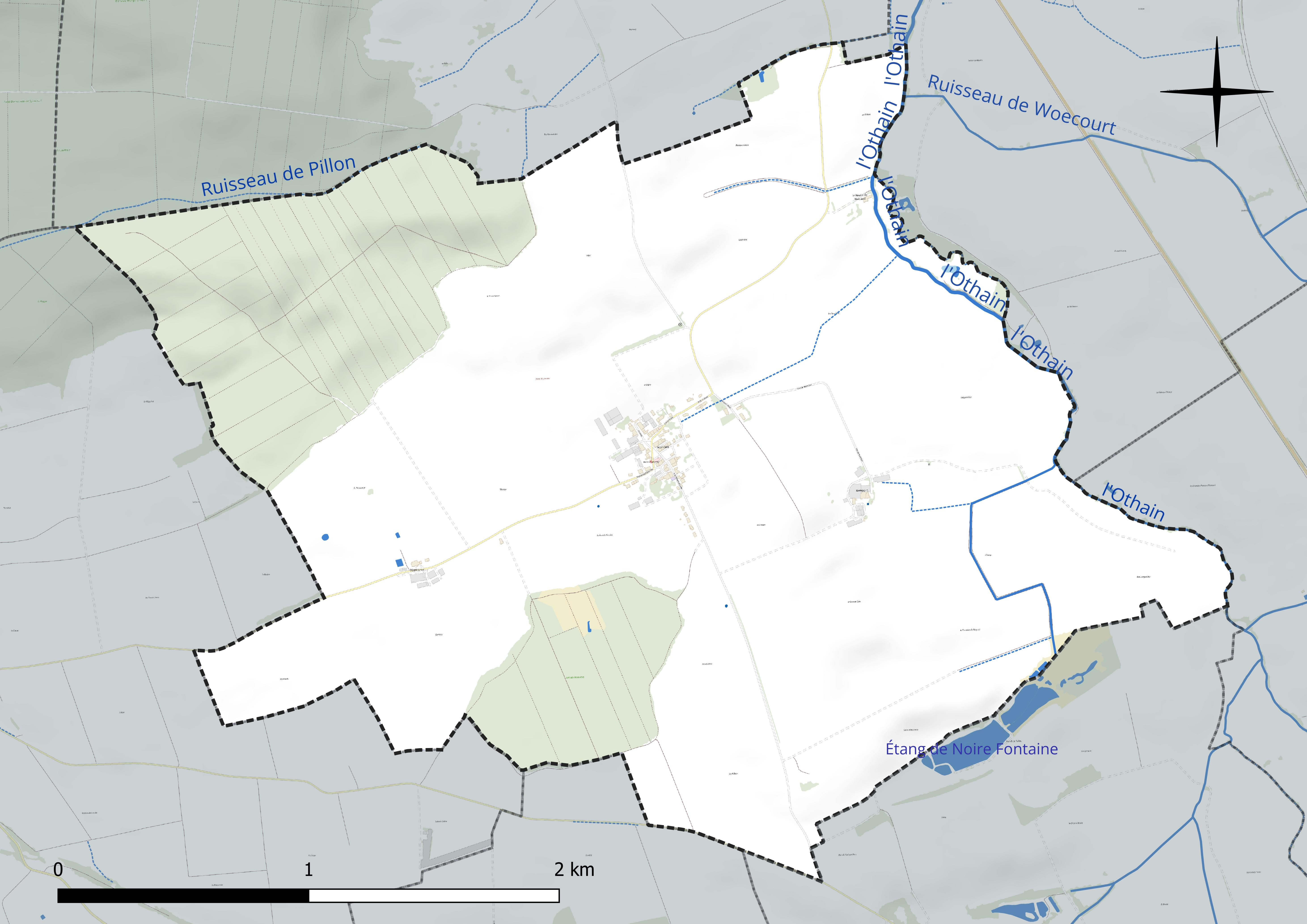
Réseau hydrographique de Muzeray.

#### Gestion et qualité des eaux
Le territoire communal est couvert par le schéma d'aménagement et de gestion des eaux (SAGE) « Bassin ferrifère ». Ce document de planification concerne le périmètre des anciennes galeries des mines de fer, des aquifères et des bassins versants hydrographiques associés qui s’étend sur 2 418 km2. Les bassins versants concernés sont celui de la Chiers en amont de la confluence avec l'Othain, et ses affluents (la Crusnes, la Pienne, l'Othain), celui de l'Orne et ses affluents et celui de la Fensch, le Veymerange, la Kiesel et les parties françaises du bassin versant de l'Alzette et de ses affluents (Kaylbach, ruisseau de Volmerange). Il a été approuvé le 27 mars 2015. La structure porteuse de l'élaboration et de la mise en œuvre est la région Grand Est. 
La qualité des cours d’eau peut être consultée sur un site dédié géré par les agences de l’eau et l’Agence française pour la biodiversité. 

### Climat
Pour des articles plus généraux, voir Climat du Grand Est et Climat de la Meuse.
En 2010, le climat de la commune est de type climat des marges montargnardes, selon une étude du Centre national de la recherche scientifique s'appuyant sur une série de données couvrant la période 1971-2000. En 2020, Météo-France publie une typologie des climats de la France métropolitaine dans laquelle la commune est dans une zone de transition entre le climat océanique altéré et le climat océanique altéré et est dans la région climatique  Lorraine, plateau de Langres, Morvan, caractérisée par un hiver rude (1,5 °C), des vents modérés et des brouillards fréquents en automne et hiver. 
Pour la période 1971-2000, la température annuelle moyenne est de 9,7 °C, avec une amplitude thermique annuelle de 16,1 °C. Le cumul annuel moyen de précipitations est de 904 mm, avec 13,5 jours de précipitations en janvier et 9,3 jours en juillet. Pour la période 1991-2020, la température moyenne annuelle observée sur la station météorologique de Météo-France la plus proche, « Rouvres-en-woevre », sur la commune de Rouvres-en-Woëvre à 14 km à vol d'oiseau, est de 10,8 °C et le cumul annuel moyen de précipitations est de 668,3 mm. 
La température maximale relevée sur cette station est de 40,2 °C, atteinte le 24 juillet 2019 ; la température minimale est de −15,4 °C, atteinte le 7 février 2012,,. 
Les paramètres climatiques de la commune ont été estimés pour le milieu du siècle (2041-2070) selon différents scénarios d'émission de gaz à effet de serre à partir des nouvelles projections climatiques de référence DRIAS-2020. Ils sont consultables sur un site dédié publié par Météo-France en novembre 2022.

## Urbanisme

### Typologie
Au 1er janvier 2024, Muzeray est catégorisée commune rurale à habitat dispersé, selon la nouvelle grille communale de densité à sept niveaux définie par l'Insee en 2022.
Elle est située hors unité urbaine et hors attraction des villes,.

### Occupation des sols
L'occupation des sols de la commune, telle qu'elle ressort de la base de données européenne d’occupation biophysique des sols Corine Land Cover (CLC), est marquée par l'importance des territoires agricoles (80,2 % en 2018), une proportion sensiblement équivalente à celle de 1990 (79,7 %). La répartition détaillée en 2018 est la suivante : 
terres arables (68,4 %), forêts (19,8 %), prairies (7,5 %), zones agricoles hétérogènes (4,3 %). L'évolution de l’occupation des sols de la commune et de ses infrastructures peut être observée sur les différentes représentations cartographiques du territoire : la carte de Cassini (XVIIIe siècle), la carte d'état-major (1820-1866) et les cartes ou photos aériennes de l'IGN pour la période actuelle (1950 à aujourd'hui).

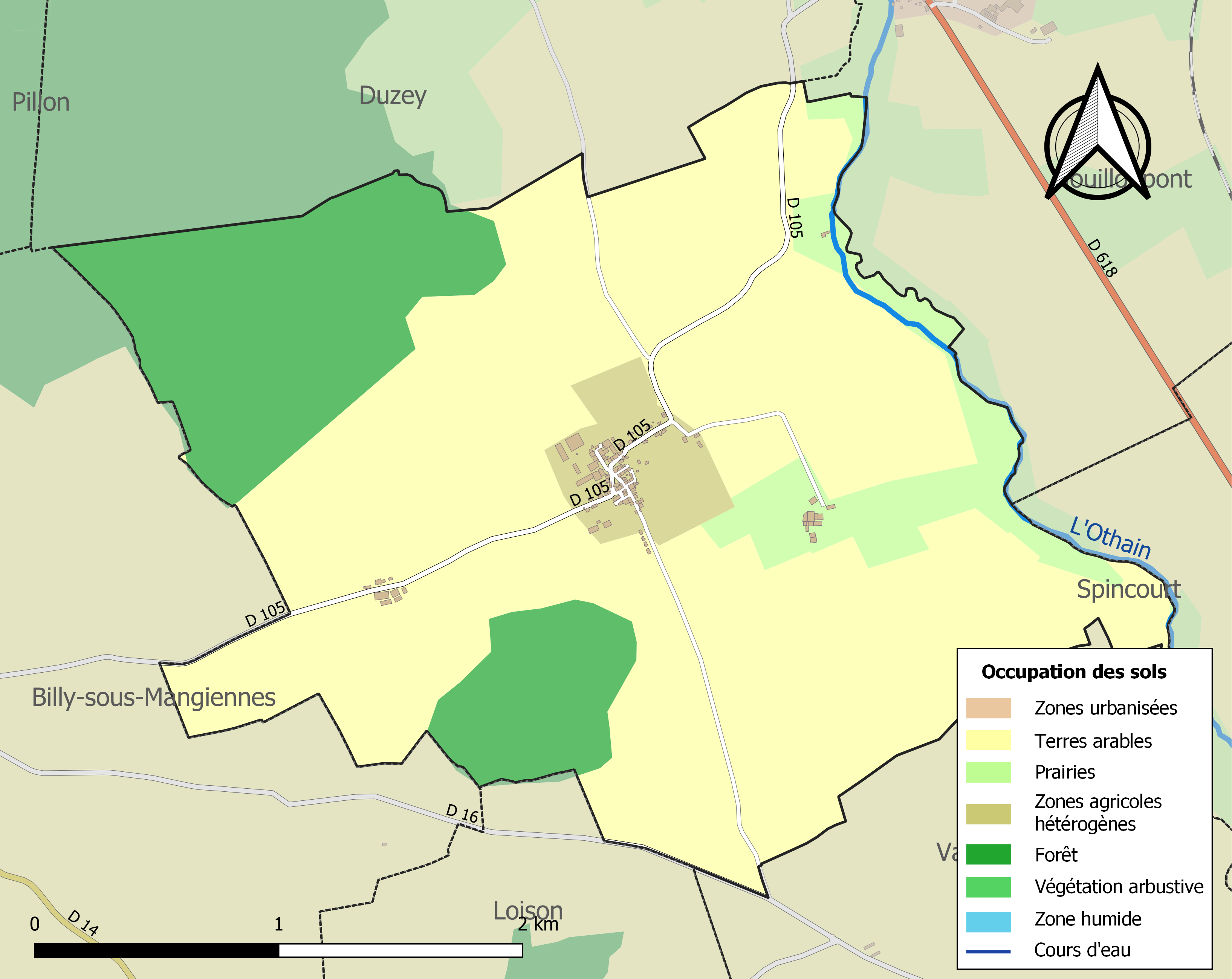
Carte des infrastructures et de l'occupation des sols de la commune en 2018 (CLC).

## Toponymie
Le nom de la localité est attesté sous les formes Miseriacum en 1049 ; Massaricum en 1101 ; Miseri en 1200 ; Miserei en 1218 ; Miserey en 1237 ; Muserei en 1247 ; Misereium en 1250 ; Musere en 1549 ; Muzerey en 1642 ; Muzery en 1700 ; Muzereacum en 1738 ; Muserey en 1743.
Il s'agit d'une formation toponymique gallo-romaine en -(i)acum, suffixe d'origine gauloise désignant le lieu ou la propriété précédé possiblement du nom de personne latin Macerius ou du nom de personne latin Miser qui s'accorde mieux avec les formes les plus anciennes. Le nom de personne *Miser « le Pauvre » ne semble pas attesté.
Remarque : la forme médiévale Massaricum, isolée, est suspecte et confond le suffixe -(i)acum avec -icum. Ernest Nègre qui suit la suggestion initiale d’Albert Dauzat qui consiste à reconnaître dans l'élément Muzer- le nom de personne Macerius ne s'appuie, comme lui, que sur la forme Miseriacum de 1049,. À ce moment-là, pourquoi ne pas reconnaître l'appellatif maceria « ruine » que ces auteurs identifient par ailleurs dans les différents Mazières, Mézières, etc. qui ont tous des formes du type Macerias. On note cependant qu'il n'existe aucune trace dans les formes anciennes d'un passage de -a- à -i- et de -c- à -s- (*Macer- > Miser-), c'est le cas également des Miserey, Mizérieux, Misery qui remontent tous à Miseriacum. François de Beaurepaire n'évoque d'ailleurs ni Macerius, ni Maceria pour expliquer Miserey (Eure).

## Histoire
Elle était rattachée au diocèse de Verdun. Ancienne annexe de Loison, érigé en paroisse en 1687.
Le 14 août 1914, arrivée de la 42e division d'infanterie française, qui cantonne trois jours puis se déplace sur Rouvres et Lanhères pour combattre. Le 23 août, la division est en repli sur Muzeray et continue le lendemain sur Germonville.

## Politique et administration
| Période                                  | Période   | Identité            | Étiquette | Qualité                                 |
| ---------------------------------------- | --------- | ------------------- | --------- | --------------------------------------- |
| Les données manquantes sont à compléter. |           |                     |           |                                         |
| 1871                                     | 1918      | Alexandre Didion    |           | Docteur en médecine, Conseiller général |
| mars 2001                                | mars 2008 | Daniel Hypolite     |           |                                         |
| mars 2008                                | juin 2012 | Nicolas Zanutto     |           | (démission)                             |
| 24 juin 2012                             | En cours  | Alexandre Marbehant |           |                                         |

## Population et société

### Démographie
L'évolution du nombre d'habitants est connue à travers les recensements de la population effectués dans la commune depuis 1793. Pour les communes de moins de 10 000 habitants, une enquête de recensement portant sur toute la population est réalisée tous les cinq ans, les populations de référence des années intermédiaires étant quant à elles estimées par interpolation ou extrapolation. Pour la commune, le premier recensement exhaustif entrant dans le cadre du nouveau dispositif a été réalisé en 2004.

En 2022, la commune comptait 132 habitants, en évolution de −0,75 % par rapport à 2016 (Meuse : −4,4 %, France hors Mayotte : +2,11 %).
| 1793 | 1800 | 1806 | 1821 | 1831 | 1836 | 1841 | 1846 | 1851 |
| ---- | ---- | ---- | ---- | ---- | ---- | ---- | ---- | ---- |
| 272  | 309  | 311  | 346  | 354  | 364  | 322  | 317  | 330  |

| 1856 | 1861 | 1866 | 1872 | 1876 | 1881 | 1886 | 1891 | 1896 |
| ---- | ---- | ---- | ---- | ---- | ---- | ---- | ---- | ---- |
| 318  | 319  | 307  | 289  | 288  | 263  | 258  | 267  | 253  |

| 1901 | 1906 | 1911 | 1921 | 1926 | 1931 | 1936 | 1946 | 1954 |
| ---- | ---- | ---- | ---- | ---- | ---- | ---- | ---- | ---- |
| 239  | 227  | 232  | 234  | 189  | 181  | 184  | 169  | 171  |

| 1962 | 1968 | 1982 | 1990 | 1999 | 2004 | 2006 | 2009 | 2014 |
| ---- | ---- | ---- | ---- | ---- | ---- | ---- | ---- | ---- |
| 154  | 134  | 93   | 93   | 87   | 106  | 118  | 126  | 133  |

| 2019 | 2022 | - | - | - | - | - | - | - |
| ---- | ---- | - | - | - | - | - | - | - |
| 136  | 132  | - | - | - | - | - | - | - |

## Culture locale et patrimoine

### Lieux et monuments

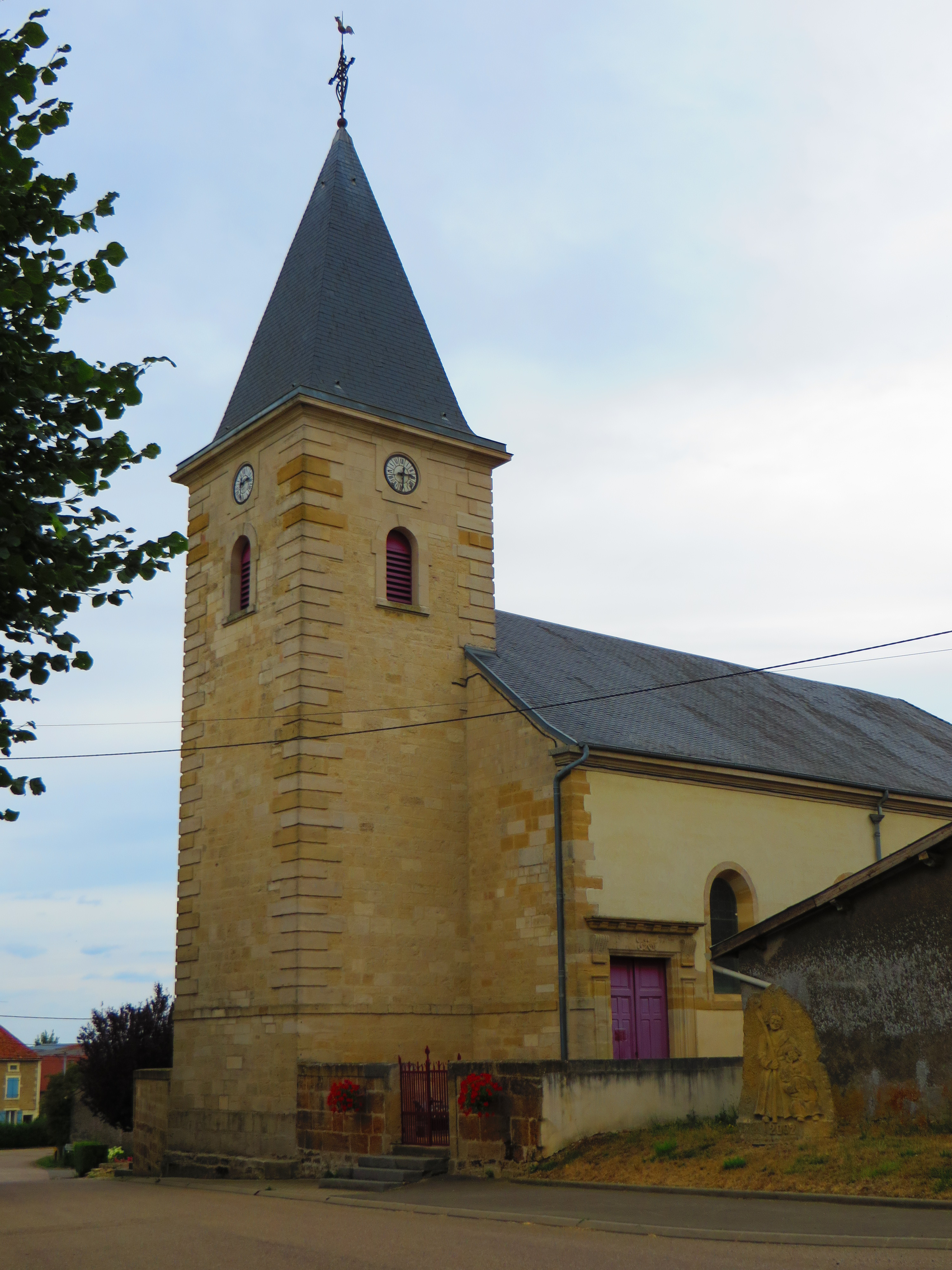
L'église Saint-Firmin.

- L'église Saint-Firmin, construite en 1777, reconstruite en 1927..

### Personnalités liées à la commune

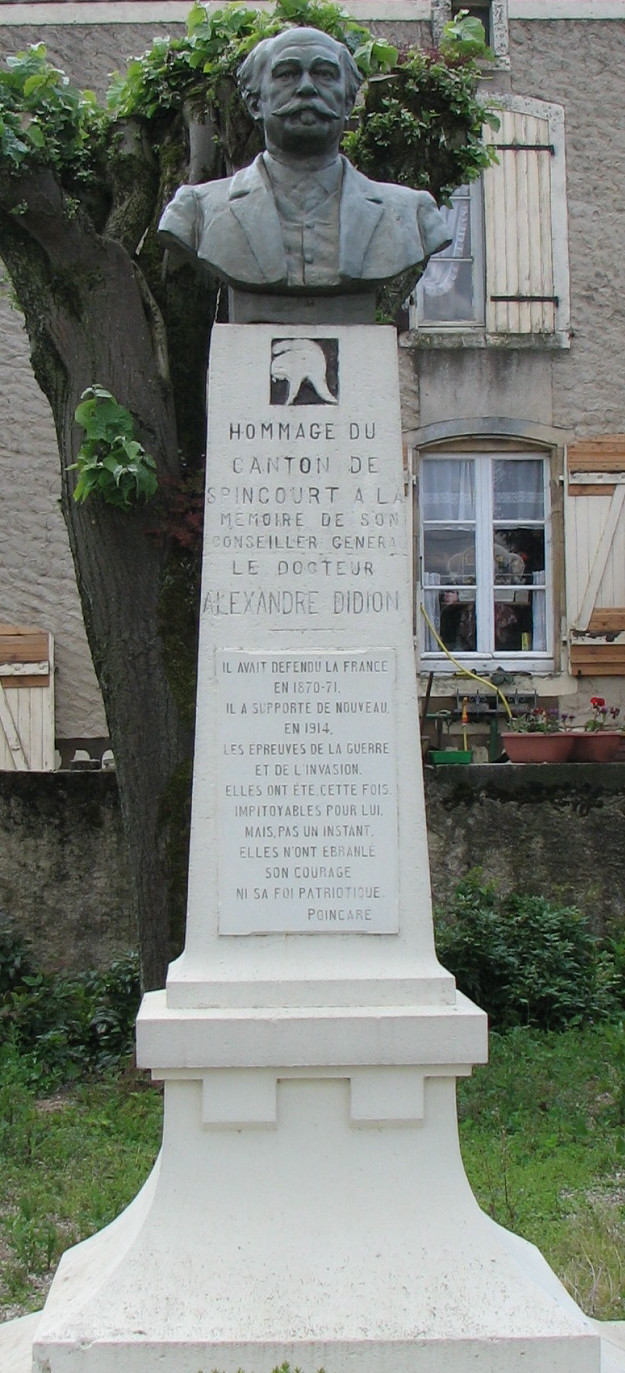
Buste d'Alexandre Didion sur la place centrale du village.

- Docteur Alexandre Didion (1845-1918), maire de Muzeray de 1871 à 1918, vice-président du Conseil général de la Meuse de 1880 à 1918.